# Danza del sable

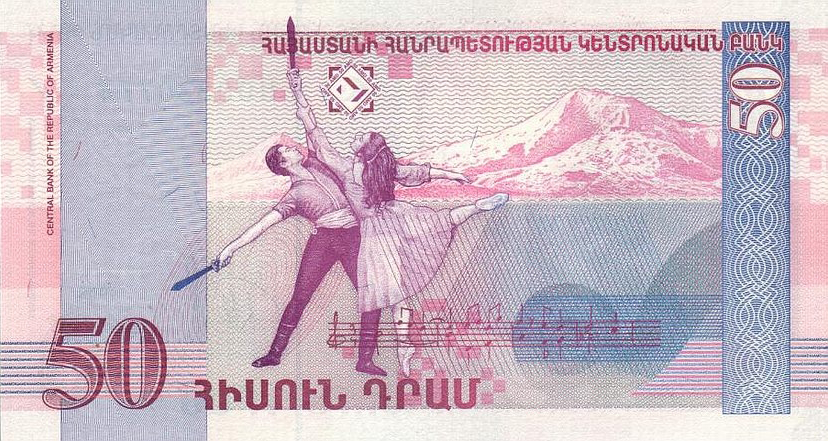
Sello postal de Armenia de 1998 con figura de Danza del sable.

La Danza del sable (en armenio: Սուսերով պար, Suserov par; en ruso: Танец с саблями, Tanets s sablyami) es un movimiento del acto final del ballet Gayaneh, compuesto por Aram Jachaturián y finalizado en 1942. Evoca una danza de espadas armenia, en la que los danzantes muestran su habilidad con los sables. Su sección central incorpora una canción tradicional armenia de Gyumri. Dado su ritmo vivo, la Danza del sable se ha ganado un sitio en el repertorio concertante y ha sido adaptada en varias ocasiones en música popular. Su reconocible ostinato y su popular melodía la han convertido en una popular pieza concertante.

## Cine
Entre las películas en las que se incluye la danza del sable se encuentran: 
- The Barkleys of Broadway (1949),
- Uno, dos, tres (1961)
- The System (1964)
- Amarcord (1973)
- Nu, pogodi! 6 episodio "Countryside" (1973)
- Los reyes del sablazo (1984)
- Jumpin' Jack Flash (1986)
- Repentance (1987)
- Punchline (1988)
- Hocus Pocus (1993)
- Radioland Murders (1994)
- The Hudsucker Proxy (1994)[3]
- Don't Drink the Water (1994)
- I Married a Strange Person! (1997)
- Vegas Vacation (1997)
- A Simple Wish (1997)
- Blues Brothers 2000 (1998)
- Kung Fu Sion (2005)
- Scoop (2006)
- Sicko (2007)
- Ghost Town (2008)
- Witless Protection (2008)
- Le Concert (2009)
- Pájaros de papel (2010)
- Sabre Dance (2015)

En la comedia Uno, dos, tres, el director Billy Wilder usó la danza de forma repetida para conseguir un efecto cómico, en el que destaca la alocada persecución a través de Berlín Este y el caótico paseo final al aeropuerto con James Cagney y Horst Buchholz.

## Curiosidades
- La versión más conocida es la de Paul Mauriat, ejecutada por su orquesta en 1990. Por sus 30 años con la banda, se dio otra ejecución en 1996.[4]

- El grupo español de teatro y música de Cataluña La Trinca hizo una versión en catalán, llamándola «Dansa del Sabre», que tiene su versión en español, denominada «Danza del Sable». Las dos versiones hablan del 23-F.[5]